# Palais Mostowski (Varsovie)
La palais Mostowski (polonais : Pałac Mostowskich) est un palais situé à Ulica Nowolipie (pl), dans l'arrondissement de Śródmieście, à Varsovie.

## Sources
- (pl) Cet article est partiellement ou en totalité issu de l’article de Wikipédia en polonais intitulé « Pałac Mostowskich w Warszawie » (voir la liste des auteurs).